# Transformers: La caduta di Cybertron
Transformers: La caduta di Cybertron (Transformers: Fall of Cybertron) è un videogioco sparatutto in terza persona sviluppato dalla High Moon Studios e pubblicato dalla Activision. È un sequel diretto del videogioco del 2010 Transformers: La battaglia per Cybertron e fa parte dell'universo ''Allineato'' di Transformers. Il videogioco è stato pubblicato il 21 agosto 2012 in America Settentrionale ed il 24 agosto 2012 in Europa, per Microsoft Windows, PlayStation 3 e Xbox 360 e successivamente il 9 agosto 2016 anche per PlayStation 4 e Xbox One.
La High Moon Studios aveva originariamente annunciato che non ci sarebbe stata alcuna conversione del gioco per PC, ma in seguito i progetti sono cambiati. Il primo trailer ufficiale del gioco è stato mostrato in occasione dello Spike Video Game Awards il 10 dicembre 2012.

## Trama
Tutto ha inizio sull'Ark, la nave che gli Autobot pilotano lontano da Cybertron. L'attacco della Nemesis, la nave dei Decepticon, dà il via ad una dura battaglia, durante la quale Bumblebee viene seriamente danneggiato al processore vocale; nonostante ciò, riesce a sopravvivere e si unisce così ai difensori. Ratchet lo manda a sostituire alcuni pezzi danneggiati, dopodiché lo dirige verso il nucleo dello scontro, dove Optimus Prime e Megatron si stanno battendo a duello. Quando quest'ultimo sembra avere la meglio, Bumblebee si lancia in mezzo facendo da scudo a Prime e viene colpito.
Sei giorni terrestri prima, l'eroico comandante degli Autobot sta supervisionando le operazioni di rifornimento dell'Ark, quando i Decepticon attaccano Iacon; Prime affida ad Ironhide la difesa della nave e si getta nella battaglia rinforzando le posizioni dei suoi soldati, guidato e aggiornato da Perceptor e affiancato da Warpath. È proprio quest'ultimo a informarlo che Grimlock, responsabile del settore, si è allontanato con i suoi amici chissà dove. Perceptor collega allora le difese di Iacon al sistema di mira di Optimus, mentre questi nota che la città sembra favorire i suoi movimenti e ostacolare quelli dei Decepticon. Ad un certo punto, però, Prime viene guidato verso una stanza nascosta dove una leva, una volta tirata, innesca la trasformazione della città nel titanico Autobot Metroplex. 
Quest'ultimo semina il panico fra i Decepticon e, su ordine di Optimus, distrugge tutti i cannoni che minacciano l'Ark (tranne l'ultimo, che lo manda al tappeto). La nave degli Autobot è salva ma Prime viene catturato e portato al cospetto di Megatron; Metroplex, però, interviene al momento giusto per salvare l'Autobot e schiaccia il dittatore. Poco dopo, Optimus intima ai Decepticon di sparire e Starscream coglie al volo l'occasione di prendere il comando; perfino il fedele Soundwave abbandona Megatron, almeno per il momento.
Durante la trasformazione di Metroplex in robot, è sorta una complicazione: per attivarsi e respingere i Decepticon, infatti, il gigante ha consumato gran parte dell'Energon riservato all'Ark; gli Autobot ne hanno solo per un megaciclo, e devono quindi trovarne altro; Optimus è convinto che Grimlock e la sua banda di teppisti sappiano dove cominciare a cercare, così manda Jazz e Cliffjumper alla ricerca della navetta usata dall'Assalto Fulmineo; Sideswipe li porta vicino al Mare di Ruggine, una landa desolata un tempo sede di una civiltà scomparsa; qui i due si separano e trovano attività Decepticon in corso, tracce dei compagni fuggitivi, e altro ancora.
Cliffjumper scopre una galleria con la mappa stellare di un sistema remoto; il terzo pianeta (cioè la Terra) possiede risorse energetiche abbondanti per chi lo raggiungerà per primo. Jazz, invece, trova Sludge, ridotto malissimo e in stasi e con sorpresa scopre che a conciario in quel modo sono stati gli Insecticon, robot insettoidi abitanti del sottosuolo che, con lo spegnimento del nucleo, stanno salendo in superficie in cerca di energia.
Più avanti i due Autobot trovano un immenso lago di Energon (quasi certamente l'ultima riserva naturale del pianeta) e Shockwave, intento ad esperimenti che Starscream disapprova: il robot scienziato, infatti, ha scoperto che gli Antichi avevano ideato un congegno detto Ponte Spaziale per aprire buchi spazio-temporali e saltare da una posizione all'altra dell'universo. Nella schermaglia generata dall'attacco fallito di Cliffjumper, l'intera struttura del Ponte Spaziale viene distrutta, ma il lago di Energon è ancora intatto. Saputo dell'accaduto, Prime manda rinforzi e un trasporto da raffineria per portarlo all'Ark.
Starscream è furioso con Shockwave ma la sua priorità è riprendersi l'Energon.
I Combacticon allora mettono in atto un piano per prendere il controllo del trasporto: Blast Off elimina le interferenze, Vortex e Brawl fanno esplodere un ponte per deviare il trasporto e Swindle lo rallenta costringendolo a volar via. A quel punto tutti e cinque i Combacticon sferrano l'assalto finale unendosi nel poderoso Bruticus! Alla fine i Decepticon riescono a prendere il convoglio, ma metà dell'Energon è andata perduta; Starscream allora scarica la colpa sul loro leader, Onslaught, e li fa incarcerare tutti. Intanto la sua leadership è quantomeno traballante, e qualcun altro sta per peggiorare le cose.
Quel "qualcuno" è Soundwave, che di nascosto porta i resti di Megatron al suo laboratorio vicino all'arena di Kaon, dove nacque il movimento Decepticon.
Terminate le riparazioni, Megatron va a reclamare il comando da Starscream che si dà alla fuga. Shockwave, appena arrivato, fa rapporto sulle sue ultime scoperte, aggiungendo che manca solo un trasporto in grado di volare nello spazio profondo. A questo provvede lo stesso Megatron, andando a cercare i resti di Trypticon (distrutto dagli Autobot in War for Cybertron); i danni sono estesi, ma lo spietato capo dei Decepticon dissuade Soundwave dal ripararlo. Deluso dal fallimento, Megatron ha in mente un altro impiego per il suo smisurato alleato: il protocollo Nemesis. Soundwave avvia allora la sequenza che trasforma permanentemente Trypticon nell'incrociatore stellare che porterà i Decepticon lontano da Cybertron e lo stesso Megatron partirà lasciando il comando a Shockwave. Starscream, intanto, progetta il suo ritorno.
Mentre Shockwave termina la costruzione del nuovo Ponte Spaziale, questo ambizioso traditore è interessato ad un altro esperimento del ciclopico Decepticon: infatti, sta compiendo molte operazioni, fra queste il controllo degli Insecticon, studiare il DNA del pianeta bersaglio (contenuto negli archivi della galleria stellare), nonché applicare quelle migliorie su quattro Autobot catturati (Sludge è stato considerato debole perché mutilato dalle orde di Insecticon), trasformandoli in dinosauri robotici. Uno di loro, Grimlock, ha sofferto di più nel cambiamento: le sue funzioni cerebrali sono state diminuite in favore della sua aggressività fisica, non è quasi in grado di elaborare pensieri e il suo chip vocale non funziona correttamente. Starscream va a liberarlo ma l'Autobot è abbastanza intelligente o troppo infuriato per dar retta a chiunque; così comincia a demolire il complesso per trovare i suoi compagni.
Una volta riuniti, i nuovi Dinobot affrontano i tre Insecticon più forti (Hardshell, Kickback e Sharpshot) e informano Optimus Prime dell'accaduto; quest'ultimo ordina loro di aspettare, ma l'impazienza di Grimlock e i progressi di Shockwave affrettano i tempi. Così il forzuto capo dell'Assalto Fulmineo viene portato da Swoop il più vicino possibile ad una torre Decepticon, poi si avventura da solo alla ricerca di Shockwave, che sconfigge strappando a morsi un suo braccio.
Distruggendo il pannello di controllo, però, Grimlock avvia una reazione a catena che fa saltare in aria la torre e il circondario; i suoi tre compagni possono solo assistere impotenti allo spettacolo senza sapere cosa gli è successo.
Intanto, al sito di lancio dell'Ark, Ratchet si accorge che il buco creato dal Ponte Spaziale non è più stabile e può collassare da un momento all'altro. Senza Energon gli Autobot sono bloccati, e Metroplex offre volontariamente l'energia della sua stessa scintilla vitale nonostante Optimus lo preghi di rinunciare; il gigante, però, rifornisce l'Ark da solo per poi crollare al suolo. Gli Autobot corrono alla nave senza perdere tempo, e solo Bumblebee si volta brevemente per piangere il titanico compagno, che vedendo l'Ark decollare riesce a pronunciare il motto degli Autobot «Finché tutti sono uno!» prima di spegnersi.
Una volta in orbita, l'Ark viene raggiunta dalla Nemesis e da lì partono le ostilità. Soundwave guida la prima ondata di abbordaggi per disattivare i cannoni della nave nemica. A questo punto Prime ordina a tutti i piloti Autobot di volare fuori e respingere il nemico; Jetfire riesce a tranciare uno dopo l'altro gli scivoli d'abbordaggio, bloccando i rinforzi. I Combacticon riuniti in Bruticus, però, si lanciano in volo nel vuoto da una nave all'altra per fare una strage e raggiungere i serbatoi di carburante; Jazz interviene per impedirglielo, e riesce a distrarre il gigante affinché Jetfire possa bombardarlo in più riprese e distruggerlo.
Ora torniamo alla scena iniziale: Bumblebee si intromette nel duello fra Optimus Prime e Megatron e resta ferito. L'Autobot realizza così che non c'è davvero posto per lui e per il suo rivale neanche nello stesso universo. Allora i due leader si affrontano con spada e scudo finché uno dei due prevale, ma a quel punto le due navi hanno raggiunto il buco spazio-temporale che si sta chiudendo, e vengono entrambe risucchiate al suo interno. Il portale infine si chiude, lasciando Cybertron una rovina abbandonata.

## Personaggi
A differenza di War for Cybertron, Fall of Cybertron toglie la possibilità di scegliere il personaggio da utilizzare, ma differenzia notevolmente lo stile di gioco a seconda del protagonista. Essendo presente un solo Autobot o Decepticon per quasi tutto il tempo (a parte alcuni rinforzi controllati dalla CPU) è stata eliminata anche la modalità cooperativa nella Campagna.
Ogni personaggio (tranne Bumblebee) ha un'abilità unica che si rigenera col tempo - e non più con le schegge di Energon come nel prequel.
- Autobot
  - Bumblebee: utilizzabile nella 1ª missione (Esodo), non ha alcuna abilità speciale.
  - Optimus Prime: utilizzabile nella 2ª missione (La difesa dell'Ark) e nella 3ª (La chiamata di Metroplex), la sua abilità speciale è illuminare i bersagli per farli attaccare da Metroplex con pugni e salve di missili.
  - Cliffjumper: utilizzabile nella 4ª missione (L'occhio del Ciclone), possiede un occultatore che lo rende invisibile all'occhio per brevi periodi, consentendogli di scivolare alle spalle dei nemici e ucciderli silenziosamente; ma l'invisibilità è inutile contro nemici dotati di rilevatori a ricerca.
  - Jazz: utilizzabile nella 5ª missione (Toccata e Fuga), trasforma la sua mano in un rampino ad artiglio con cui si arrampica e trascina o solleva pesi e porte; nell'ultima missione dovrà far cadere Bruticus e poi puntarlo affinché Jetfire possa colpirlo con i missili. La sua arma predefinita è il Dispersore.
  - Grimlock: utilizzabile nella 11ª missione (Il tradimento di Starscream) e nella 12ª (Grimlock Spacca!), Grimlock è il più peculiare dei personaggi; non ha armi da fuoco, solo la sua spada e uno scudo attivabile a comando; a differenza degli altri Dinobot non riesce inizialmente a far funzionare la sua trasformazione, che deve essere attivata riempiendo una barra apposita con le uccisioni di nemici; il tasto dell'abilità speciale trasforma Grimlock in tirannosauro per un tempo limitato, sempre che il giocatore non lo prema nuovamente ritrasformandolo in robot; in forma di dinosauro Grimlock sputa fuoco dalla bocca, schiaccia con le zampe, trafigge con la coda appuntita, dilania con le fauci ed è più letale che in forma robot.
  - Swoop: utilizzabile nella 12ª missione (Grimlock Spacca!) solleverà Grimlock in forma di pteranodonte dalla torre dove Grimlock avverte Optimus del ponte spaziale di Shockwave fino a una torre vicina alla posizione di quest'ultimo. È  un efficiente bombardiere e spara proiettili infuocati simili a quelli sparati dai trasporti Decepticon.
  - Jetfire: utilizzabile nella 13ª e ultima missione (Finché Tutti sono Uno!), volerà nello spazio tra le due navi spaziali; essendo in assenza di gravità, può fluttuare in forma robot senza cadere e ha l'abilità onda d'urto, in forma velivolare ha una mitragliatrice a reazione e in forma robot ha un cannone razzi termici.

Ironhide, Ratchet, Sideswipe, Air raid, Silverbolt, Warpath, Perceptor, Slug,e Snarl sono controllati dall'IA e si limitano a ruoli di supporto, sia armato che logistico. In Escalation è possibile usare anche Perceptor, Ratchet, Warpath e Wheeljack.
- Decepticon
  - Vortex: utilizzabile nella 6ª missione (Eliminazione dall'alto), quando accelera col turbo la forma elicottero muta momentaneamente in un jet con postbruciatori sulle ali; in forma elicottero ha due armamenti, mitragliatrice e missili; in forma robot può piazzare cariche esplosive o magnetiche quando richiesto; la sua abilità speciale consiste nel creare onde shock che distruggono gli avversari più vicini.
  - Swindle: utilizzabile nella 7ª missione (Nel ventre della bestia) e all'inizio della 8ª (Combacticon, Unitevi!), è l'unico con una forma alternativa terrestre a possedere due armi in forma veicolo; in forma robot può piazzare cariche esplosive o magnetiche quando richiesto; la sua abilità speciale è il rampino ad artiglio.
  - Bruticus: la forma combinata dei 5 Combacticon è un gigante lento ma inarrestabile; essendo formato da 5 Decepticon, la sua forza vitale è 5 volte maggiore rispetto agli altri; la mano destra (Blast Off) si trasforma in un lanciafiamme, ma la sua vera potenza sta nell'uso nella forza fisica; la sua abilità speciale è un'onda sismica generata colpendo il suolo col pugno; il grilletto/tasto del turbo fa girare il rotore di Vortex (il suo braccio sinistro) e viene usato come scudo.
  - Megatron: utilizzabile nella 9ª missione (Il ritorno di Megatron) e nella 10ª (La Resa dei Conti), è uno dei più lenti dopo Grimlock, anche in modalità tank; la sua abilità speciale è il volo sospeso, durante il quale i nemici colpiti rilasciano il 50% di energon in più. La sua arma predefinita è il Cannone a Fusione.
  - Starscream: utilizzabile all'inizio della 11ª missione (Il tradimento di Starscream), ha due armi in forma jet come tutti i velivoli; la sua abilità speciale è l'occultatore come Cliffjumper, e come lui uccide i nemici alle spalle, con la differenza che Cliffjumper usa lame, Starscream, in forma robot può piazzare cariche esplosive o magnetiche quando richiesto.
  - Soundwave: utilizzabile nella 9ª missione (Il ritorno di Megatron) e nella 13ª e ultima missione (Finché Tutti sono Uno!), nella prima si limita a un ruolo minore riparando Megatron con l'assistenza della sua gang di cassette, nella seconda guida un assalto all'Arca; la sua abilità speciale consiste nel far uscire dal suo petto le cassette Laserbeak e Rumble, che ritornano da lui finito il tempo nella barra; la sua arma predefinita è il Cannone Sonico.

Brawl, Blast Off, Onslaught, Shockwave e altri Decepticon senza nome sono controllati dall'IA e si limitano a ruoli di supporto, sia armato che logistico. In Escalation è possibile usare anche Onslaught, Shockwave, Brawl e Quake

## Curiosità
Nell'ultima missione (Finché Tutti sono Uno!), i personaggi utilizzati sono nell'ordine: Soundwave, Jetfire, Bruticus e Jazz; dopodiché il giocatore deve scegliere se impersonare Optimus Prime o Megatron nel duello tra i due; entrambi si batteranno usando solo la spada e bloccando con lo scudo, e la trasformazione sarà disattivata; rigiocando la missione si può scegliere indifferentemente uno dei due; il risultato finale sarà che il personaggio scelto riuscirà a vincere, ma al momento di finire l'avversario comincerà la sequenza del finale.